# هارون شالمرز
هارون شالمرز (بالإنجليزية: Aaron Chalmers)‏ هو لاعب كرة قدم بريطاني، ولد في 2 فبراير 1991 في مانشستر في المملكة المتحدة. لعب مع أشتون يونايتد وأولدهام أثلتيك وماكليسفيلد تاون ونادي ساوثبورت ونادي هايد إف سي ونادي هيبرنيان.

## وصلات خارجية
- هارون شالمرز على موقع قاعدة بيانات كرة القدم.إي يو (الإنجليزية)
- هارون شالمرز على موقع Soccerbase.com (لاعب) (الإنجليزية)
- هارون شالمرز على موقع Soccerway.com (الإنجليزية)